# Kuragino (Kraj Krasnojarski)
Kuragino (ros. Кошурниково) – osiedle typu miejskiego w Rosji, w Kraju Krasnojarskim, ośrodek administracyjny rejoniu kuragińskiego. W 2010 liczyło 13 743 mieszkańców.